# Xylospinodes jensjohannseni
Xylospinodes jensjohannseni är en insektsart som beskrevs av Oliver Zompro 2004. Xylospinodes jensjohannseni ingår i släktet Xylospinodes och familjen Pseudophasmatidae. Inga underarter finns listade i Catalogue of Life.